# Andronic II de Trébizonde
Pour les articles homonymes, voir Andronic.
Andronic II de Trébizonde ou Andronic II Grand Comnène (en grec Ανδρόνικος Βʹ Μέγας Κομνηνός, né en 1240, mort en 1267) fut empereur de Trébizonde de mars 1263 à mars 1267. Il était le fils aîné de Manuel Ier et de sa première épouse, Anna Xylaloe, une femme noble de Trébizonde.
Pendant les quatre années du règne d’Andronic II, Trébizonde a continué de s’épanouir en tant qu'important carrefour marchand. Mais son règne fut surtout marqué par la perte de Sinope, conquise sous le règne de son père. Après cette défaite, il perdit son dernier espoir de reconquête de Constantinople et cessa d’intervenir dans les affaires de l’Empire byzantin.
Selon Jakob Philipp Fallmerayer, la souveraineté féodale mongole sur l’empire, qui débuta sous le règne de Manuel Ier, s'achève en 1265 avec la mort d’Houlagou Khan, mais cette théorie est contestée et probablement incorrecte car les Mongols continuent à intervenir dans les affaires de l’empire de Trébizonde après la mort d’Houlagou. 
À la mort d’Andronic, c’est son demi-frère Georges qui lui succède.